# Elezioni presidenziali in Uzbekistan del 2016
Le elezioni presidenziali in Uzbekistan del 2016 si tennero il 4 dicembre; indette in seguito alla morte del presidente in carica Islam Karimov, avvenuta il 2 settembre precedente, videro la vittoria di Shavkat Mirziyoyev, che fino ad allora aveva ricoperto la carica di primo ministro.

## Storia
La costituzione dell'Uzbekistan prevede che, in caso di morte o dimissioni del presidente della repubblica, la presidenza ad interim sia assegnata al presidente del senato e che si tengano nuove elezioni presidenziali entro tre mesi. L'8 settembre 2016, peraltro, il presidente del senato Nagmatilla Yuldashev ha rinunciato alla carica di presidente ad interim, sollecitando il parlamento a nominare Shavkat Mirziyoyev, primo ministro dal 2003. 
La data delle elezioni è stata fissata il 9 settembre. 
Le consultazioni hanno visto la vittoria di Mirziyoyev al primo turno con un'amplissima maggioranza, pari all'88,61% dei voti; alla sua candidatura si sono contrapposti tre esponenti di partiti filo-governativi.
Secondo l'OSCE, le elezioni si sarebbero svolte in assenza delle garanzie afferenti al pluralismo politico e senza l'osservanza delle libertà fondamentali. 

## Risultati
| Shavkat Mirziyoyev | Partito Liberale Democratico dell'Uzbekistan                  | 15 906 724 | 90,29 |  |  |  |  |  |
| Khatamjon Ketmonov | Partito Democratico Popolare dell'Uzbekistan                  | 669 187    | 3,80  |  |  |  |  |  |
| Narimon Umarov     | Partito Social Democratico della Giustizia                    | 619 972    | 3,52  |  |  |  |  |  |
| Sarvar Otamuradov  | Partito Democratico dell'Uzbekistan «Ricostruzione Nazionale» | 421 055    | 2,39  |  |  |  |  |  |
| Totale             | Totale                                                        | 17 616 938 | 100   |  |  |  |  |  |
|                    |                                                               |            |       |  |  |  |  |  |
| Voti non validi    | Voti non validi                                               | 334 729    | 1,86  |  |  |  |  |  |
| Votanti            | Votanti                                                       | 17 951 667 | 87,73 |  |  |  |  |  |
| Elettori           | Elettori                                                      | 20 461 805 |       |  |  |  |  |  |